# USS Feldspar (IX-159)
USS Feldspar (IX-159) był amerykańską barką betonową typu Trefoil oznaczaną jako unclassified miscellaneous vessel. Był jedynym okrętem United States Navy noszącą nazwę pochodzącą od skalenia.
Został nabyty przez Marynarkę i umieszczony w służbie 11 sierpnia 1944. Został przeholowany na Filipiny, gdzie przechowywał zapasy Armii i Marines.
Został skreślony z listy jednostek floty 28 sierpnia 1946 i sprzedany.